# 1984-es női sakkvilágbajnokság
Az 1984-es női sakkvilágbajnokság versenysorozatában a zónaversenyekről továbbjutó versenyzők számát figyelembe véve, az előző világbajnoki ciklusokhoz hasonlóan két zónaközi versenyt is rendeztek. A zónaközi versenyek első három-három helyezettje, kiegészülve az előző világbajnoki, valamint a világbajnokjelölti döntő vesztesével, kieséses rendszerű párosmérkőzéseken küzdött meg a világbajnok kihívásának jogáért. A világbajnokjelölti versenysorozat végén Irina Levityina szerzett jogot arra, hogy a világbajnoki címért mérkőzhessen Maia Csiburdanidze ellen. A világbajnoki döntő párosmérkőzést Csiburdanidze 8,5–5,5 arányban nyerte, ezzel másodszor is megvédte világbajnoki címét.

## A zónaközi versenyek
A versenyeket 1982. júliusban Bad Kissingenben és szeptemberben Tbilisziben rendezték. A zónaközi döntőkre összesen 17 ország 31 versenyzője kvalifikálta magát. A versenyt a Nemzetközi Sakkszövetség (FIDE) szervezte. A versenyzők között körmérkőzés formájában dőlt el a világbajnokjelölti párosmérkőzésen résztvevők személye. Mindkét versenyről az első három  helyezett jutott tovább a párosmérkőzéses szakaszba.
A két magyar résztvevő, Verőci Zsuzsa és Ivánka Mária a saját versenyükön egyaránt  a 10. helyen végzett.

### Zónaközi döntő Bad Kissingen
A Bad Kissingenben rendezett zónaközi döntőt az exvilágbajnok Nona Gaprindasvili nyerte, második a szovjet Lidia Szemenova, harmadik az ezúttal már svájci színekben szereplő Tatjana Lemacsko lett.
|    | Versenyző               | Ország                    | 1 | 2 | 3 | 4 | 5 | 6 | 7 | 8 | 9 | 10 | 11 | 12 | 13 | 14 | 15 | 16 | Pont | S–B[3] |
| -- | ----------------------- | ------------------------- | - | - | - | - | - | - | - | - | - | -- | -- | -- | -- | -- | -- | -- | ---- | ------ |
| 1  | Nona Gaprindasvili      | Szovjetunió               | - | 0 | ½ | ½ | 1 | ½ | 1 | 1 | ½ | 1  | 1  | 1  | 1  | 1  | 1  | 1  | 12   |        |
| 2  | Lidia Szemenova         | Szovjetunió               | 1 | - | ½ | 1 | 1 | ½ | 0 | 1 | 1 | ½  | ½  | 1  | 1  | 1  | ½  | 1  | 11½  |        |
| 3  | Tatjana Lemacsko        | Svájc                     | ½ | ½ | - | 0 | ½ | 1 | 1 | ½ | ½ | 1  | 1  | 1  | 1  | ½  | 1  | 1  | 11   |        |
| 4  | Eliska Klimova          | Csehszlovákia             | ½ | 0 | 1 | - | 0 | 1 | ½ | 1 | 1 | ½  | 1  | 1  | ½  | ½  | 1  | 1  | 10½  | 69.00  |
| 5  | Barbara Hund            | NSZK                      | 0 | 0 | ½ | 1 | - | 0 | ½ | ½ | 1 | 1  | 1  | 1  | 1  | 1  | 1  | 1  | 10½  | 62.25  |
| 6  | Marta Lityinszkaja-Shul | Szovjetunió               | ½ | ½ | 0 | 0 | 1 | - | ½ | 0 | 1 | 1  | 1  | ½  | 1  | 1  | 1  | 1  | 10   |        |
| 7  | Marina Pogorevici       | Románia                   | 0 | 1 | 0 | ½ | ½ | ½ | - | ½ | ½ | 1  | ½  | 1  | ½  | 1  | 1  | 1  | 9½   |        |
| 8  | Elena Fatalibekova      | Szovjetunió               | 0 | 0 | ½ | 0 | ½ | 1 | ½ | - | 0 | ½  | ½  | ½  | 1  | ½  | ½  | 1  | 7    | 44.75  |
| 9  | Suzana Maksimović       | Jugoszlávia               | ½ | 0 | ½ | 0 | 0 | 0 | ½ | 1 | - | 0  | 1  | 0  | 1  | ½  | 1  | 1  | 7    | 40.75  |
| 10 | Ivánka Mária            | Magyarország              | 0 | ½ | 0 | ½ | 0 | 0 | 0 | ½ | 1 | -  | 1  | 1  | 1  | 0  | ½  | 1  | 7    | 40.00  |
| 11 | Erika Belle             | Hollandia                 | 0 | ½ | 0 | 0 | 0 | 0 | ½ | ½ | 0 | 0  | -  | 1  | 1  | ½  | 1  | 0  | 5    |        |
| 12 | Borislava Borisova      | Svédország                | 0 | 0 | 0 | 0 | 0 | ½ | 0 | ½ | 1 | 0  | 0  | -  | 0  | ½  | 1  | 1  | 4½   | 23.50  |
| 13 | Nava Shterenberg        | Kanada                    | 0 | 0 | 0 | ½ | 0 | 0 | ½ | 0 | 0 | 0  | 0  | 1  | -  | 1  | ½  | 1  | 4½   | 23.00  |
| 14 | Hanna Ereńska-Radzewska | Lengyelország             | 0 | 0 | ½ | ½ | 0 | 0 | 0 | ½ | ½ | 1  | ½  | ½  | 0  | -  | 0  | 0  | 4    |        |
| 15 | Giovanna Arbunic        | Chile                     | 0 | ½ | 0 | 0 | 0 | 0 | 0 | ½ | 0 | ½  | 0  | 0  | ½  | 1  | -  | 0  | 3    | 19.00  |
| 16 | Rachel Crotto           | Amerikai Egyesült Államok | 0 | 0 | 0 | 0 | 0 | 0 | 0 | 0 | 0 | 0  | 1  | 0  | 0  | 1  | 1  | -  | 3    | 12.00  |

### Zónaközi döntő Tbiliszi
A Tbilisziben zajló versenyen nagy meglepetésre az öt induló szovjet versenyző közül csak egy tudta kiharcolni a továbbjutás jogát. A versenyt a román Mureşan nyerte Irina Levityina előtt. A harmadik helyen a sakk történetében első alkalommal egy kínai versenyző, Liu Si-lan jutott a párosmérkőzéses szakaszba.
```
:{| class="wikitable"
```

|+ Női világbajnoki zónaközi verseny (Tbiliszi, 1982)
|-
! !! Versenyző!!Ország !! 1 !! 2 !! 3 !! 4 !! 5 !! 6 !! 7 !! 8 !! 9 !! 10 !! 11 !! 12 !! 13 !! 14 !! 15 !! Pont !! S–B
|- bgcolor="#ccffcc"
| 1 || Margareta Mureşan|| Románia || - || ½ || 1 || 1 || 1 || ½ || ½ || 1 || 0 || ½ || 1 || 1 || ½ || 1 || 1 || 10½ || 
|- bgcolor="#ccffcc"
| 2 || Irina Levityina|| Szovjetunió || ½ || - || ½ || ½ || 1 || ½ || ½ || ½ || 1 || ½ || ½ || ½ || 1 || 1 || 1 || 9½ || 
|- bgcolor="#ccffcc"
| 3 || Liu Si-lan|| Kína || 0 || ½ || - || ½ || 0 || ½ || 0 || 1 || 1 || 1 || ½ || 1 || 1 || 1 || 1 || 9 || 
|-
| 4 || Nieves García|| Spanyolország || 0 || ½ || ½ || - || ½ || 1 || 1 || ½ || ½ || 0 || 1 || ½ || ½ || ½ || 1 || 8 || 51.75
|-
| 5 || Jelena Ahmilovszkaja || Szovjetunió || 0 || 0 || 1 || ½ || - || 0 || 1 || 1 || 0 || ½ || 1 || 1 || ½ || 1 || ½ || 8 || 51.50
|-
| 6 || Nino Gurieli|| Szovjetunió || ½ || ½ || ½ || 0 || 1 || - || ½ || 0 || 0 || 1 || 1 || ½ || 1 || ½ || 1 || 8 || 51.00
|-
| 7 || Tamara Minogina|| Szovjetunió || ½ || ½ || 1 || 0 || 0 || ½ || - || 1 || ½ || ½ || ½ || ½ || ½ || ½ || 1 || 7½ || 49.75
|-
| 8 || Natalia Titorenko|| Szovjetunió || 0 || ½ || 0 || ½ || 0 || 1 || 0 || - || 1 || 1 || 1 || 0 || 1 || ½ || 1 || 7½ || 45.75
|-
| 9 || Gisela Fischdick|| NSZK || 1 || 0 || 0 || ½ || 1 || 1 || ½ || 0 || - || ½ || 0 || 0 || 1 || ½ || 1 || 7 || 
|-
| 10 || Verőci-Petronic Zsuzsa|| Magyarország || ½ || ½ || 0 || 1 || ½ || 0 || ½ || 0 || ½ || - || ½ || ½ || ½ || ½ || 1 || 6½ || 41.75
|-
| 11 || Zorica Nikolin|| Jugoszlávia || 0 || ½ || ½ || 0 || 0 || 0 || ½ || 0 || 1 || ½ || - || ½ || 1 || 1 || 1 || 6½ || 37.50
|-
| 12 || Amalija Pihajlic|| Jugoszlávia || 0 || ½ || 0 || ½ || 0 || ½ || ½ || 1 || 1 || ½ || ½ || - || ½ || 0 || 0 || 5½ || 
|-
| 13 || Rohini Khadilkar|| India || ½ || 0 || 0 || ½ || ½ || 0 || ½ || 0 || 0 || ½ || 0 || ½ || - || 1 || 1 || 5 || 29.50
|-
| 14 || Diane Savereide|| Amerikai Egyesült Államok || 0 || 0 || 0 || ½ || 0 || ½ || ½ || ½ || ½ || ½ || 0 || 1 || 0 || - || 1 || 5 || 29.25
|-
| 15 || Ilse Guggenberger|| Kolumbia || 0 || 0 || 0 || 0 || ½ || 0 || 0 || 0 || 0 || 0 || 0 || 1 || 0 || 0 || - || 1½ || 
|}

## A világbajnokjelölti párosmérkőzések
A zónaközi döntőkből továbbjutott versenyzők, valamint az előző világbajnokjelölti ciklus két döntőse, Alekszandria és Ioszeliani mérkőzött kieséses rendszerű párosmérkőzéseken a világbajnok kihívásának jogáért.
A negyeddöntőket 1983. márciusban, az elődöntőket 1983. novemberben Dubnában és Szocsiban, míg a döntőt 1984. márciusban Szocsiban rendezték. A Levityina–Alekszandria elődöntő a kétjátszmás rájátszás után dőlt csak el. A mérkőzéssorozatból irina Levityina került ki győztesen, így ő szerzett jogot a regnáló világbajnok, Maia Csiburdanidze kihívására.
|  | Negyeddöntők       | Negyeddöntők       | Negyeddöntők      |                   |                 | Elődöntők       | Elődöntők | Elődöntők |  |  | Döntő | Döntő | Döntő |  |
|  |                    |                    |                   |                   |                 |                 |           |           |  |  |       |       |       |  |
|  | Irina Levityina    | Irina Levityina    | 6                 |                   |                 |                 |           |           |  |  |       |       |       |  |
|  | Irina Levityina    | Irina Levityina    | 6                 |                   |                 |                 |           |           |  |  |       |       |       |  |
|  | Nona Gaprindasvili | Nona Gaprindasvili | 4                 |                   |                 |                 |           |           |  |  |       |       |       |  |
|  | Nona Gaprindasvili | Nona Gaprindasvili | 4                 |                   | Irina Levityina | Irina Levityina | 7½        |           |  |  |       |       |       |  |
|  |                    |                    |                   |                   | Irina Levityina | Irina Levityina | 7½        |           |  |  |       |       |       |  |
|  |                    |                    | Nana Alekszandria | Nana Alekszandria | 6½              |                 |           |           |  |  |       |       |       |  |
|  | Nana Alekszandria  | Nana Alekszandria  | Nana Alekszandria | Nana Alekszandria | 6½              | 5½              |           |           |  |  |       |       |       |  |
|  | Nana Alekszandria  | Nana Alekszandria  |                   |                   |                 |                 |           |           |  |  |       |       |       |  |
|  | Tatjana Lemacsko   | Tatjana Lemacsko   | 4½                |                   |                 |                 |           |           |  |  |       |       |       |  |
|  | Tatjana Lemacsko   | Tatjana Lemacsko   | 4½                |                   | Irina Levityina | Irina Levityina | 7         |           |  |  |       |       |       |  |
|  |                    |                    |                   |                   |                 |                 |           |           |  |  |       |       |       |  |
|  |                    |                    | Lidia Szemenova   | Lidia Szemenova   | 5               |                 |           |           |  |  |       |       |       |  |
|  | Lidia Szemenova    | Lidia Szemenova    | Lidia Szemenova   | Lidia Szemenova   | 5               | 5½              |           |           |  |  |       |       |       |  |
|  | Lidia Szemenova    | Lidia Szemenova    |                   |                   |                 |                 |           |           |  |  |       |       |       |  |
|  | Margareta Mureşan  | Margareta Mureşan  | 4½                |                   |                 |                 |           |           |  |  |       |       |       |  |
|  | Margareta Mureşan  | Margareta Mureşan  | 4½                |                   | Lidia Szemenova | Lidia Szemenova | 5½        |           |  |  |       |       |       |  |
|  |                    |                    |                   |                   | Lidia Szemenova | Lidia Szemenova | 5½        |           |  |  |       |       |       |  |
|  |                    |                    | Nana Ioszeliani   | Nana Ioszeliani   | 4½              |                 |           |           |  |  |       |       |       |  |
|  | Liu Si-lan         | Liu Si-lan         | Nana Ioszeliani   | Nana Ioszeliani   | 4½              | 3               |           |           |  |  |       |       |       |  |
|  | Liu Si-lan         | Liu Si-lan         |                   |                   |                 |                 |           |           |  |  |       |       |       |  |
|  | Nana Ioszeliani    | Nana Ioszeliani    | 6                 |                   |                 |                 |           |           |  |  |       |       |       |  |

### A negyeddöntők játszmái
- Levityina–Gaprindasvili világbajnokjelölti negyeddöntő 10 játszmája
- Alekszandria–Lemacsko világbajnokjelölti negyeddöntő 10 játszmája
- Semenova– Mureşan világbajnokjelölti negyeddöntő 10 játszmája
- Ioszeliani–Liu Si-lan világbajnokjelölti negyeddöntő 9 játszmája

### Az elődöntők játszmái
- Levityina–Alekszandria világbajnokjelölti elődöntő 14 játszmája
- Semenova–Ioszeliani világbajnokjelölti elődöntő 10 játszmája

### A világbajnokjelölti döntő játszmái
- Levityina–Szemenova világbajnokjelölti döntő 12 játszmája

## A világbajnoki döntő
A világbajnoki döntő párosmérkőzésre 1984. szeptember 10. – október 25. között Volgográdban került sor. A 16 játszmásra tervezett mérkőzésen a világbajnoki cím elnyeréséhez 8,5 pontot kellett a kihívónak elérni, a világbajnoknak a címe megtartásához 8 pont is elég volt.
A 3. játszmában Levityina szerzett vezetést, amit Csiburdanidze azonnal kiegyenlített. A 8. játszmát ismét Levityina nyerte, ezzel a mérkőzés félidejében 4,5–3,5 arányban vezetett. A következő hat játszmában azonban Csiburdanidze 5 pontot szerzett, ezzel végeredményben 8,5–5,5 arányú győzelmével másodszor is megvédte világbajnoki címét.
| Versenyző          | Ország      | Élő-pontszám | 1 | 2 | 3 | 4 | 5 | 6 | 7 | 8 | 9 | 10 | 11 | 12 | 13 | 14 |  | + | − | = | Pont |
| ------------------ | ----------- | ------------ | - | - | - | - | - | - | - | - | - | -- | -- | -- | -- | -- |  | - | - | - | ---- |
| Maia Csiburdanidze | Szovjetunió | 2375         | ½ | ½ | 0 | 1 | ½ | ½ | ½ | 0 | 1 | 1  | ½  | 1  | 1  | ½  |  | 5 | 2 | 7 | 8½   |
| Irina Levityina    | Szovjetunió | 2295         | ½ | ½ | 1 | 0 | ½ | ½ | ½ | 1 | 0 | 0  | ½  | 0  | 0  | ½  |  | 2 | 5 | 7 | 5½   |

### A világbajnoki döntő játszmái
- Csiburdanidze–Levityina párosmérkőzés 13 játszmája a chessgames.com-on
- Csiburdanidze–Levityina párosmérkőzés 13 játszmája a 365chess.com-on